# Mugumu
Mugumu è una circoscrizione rurale (urban ward) della Tanzania situata nel distretto di Serengeti, regione del Mara. Conta una popolazione di 25 748 abitanti (censimento 2012).